# Sara Paborn
Sara Paborn, född 18 mars 1972 i Sölvesborg, är en svensk författare. Hon debuterade våren 2009 med romanen Släktfeber. Boken utkom på Brombergs Bokförlag. 2009 var Paborn också en av sommarvärdarna i Sveriges Radios serie Sommar i P1. Hon har sedan dess skrivit sju romaner, bland annat Blybröllop och Tistelhonung (Albert Bonniers förlag).
Sara Paborn debuterade som poet i diktsamlingen Vilken tur att vi träffades innan vi dog (Orosdi-Back) som utkom i september 2014. I samband med diktsamlingen tog Sara Paborn initiativ till appen Poesi på G där 20 kända svenskar framför hennes dikter och diskuterar läsande och skrivande. Paborns senaste roman Min andra syster är utgiven av Albert Bonniers förlag i april 2025.
Hon är sedan många år bosatt i Stockholm där hon arbetat som copywriter.